# Gajurmukhi
Gajurmukhi (nep. गजुरमुखी) – gaun wikas samiti we wschodniej części Nepalu w strefie Meći w dystrykcie Ilam. Według nepalskiego spisu powszechnego z 2001 roku liczył on 652 gospodarstw domowych i 3525 mieszkańców (1765 kobiet i 1760 mężczyzn).